# Seznam juniorských mistrů světa v orientačním běhu – middle
Seznam juniorských mistrů světa v orientačním běhu na střední trati (middlu) seřazen podle data od roku 1991, kdy se tento závod na mistrovství začala konat.
| Rok      | Zlato                                         | Stříbro              | Bronz                | Parametry            |
| -------- | --------------------------------------------- | -------------------- | -------------------- | -------------------- |
| JMS 1991 | Janusz Porzysz                                | Mikko Lepo           | Stefan Sandahl       | 6.02 km, 14 kontrol  |
| JMS 1992 | Mikko Lepo                                    | Bernt Bjørnsgaard    | Joakim Carlson       | 3.6 km, 10 kontrol   |
| JMS 1993 | Václav Zakouřil                               | Bernt Bjørnsgaard    | Miko Lepo            |                      |
| JMS 1994 | Jon Engkvist                                  | Holger Hott Johansen | Tommi Toikko         | 5.2 km, 12 kontrol   |
| JMS 1995 | Domonyik Gábor                                | Tomáš Zakouřil       | Michael Mamleev      | 4.675 km, 11 kontrol |
| JMS 1996 | Domonyik Gábor                                | Johan Modig          | Horatio Grecu        |                      |
| JMS 1997 | Jørgen Rostrup                                | Rikard Gunnarsson    | Per Oberg            | 5.0 km, 18 kontrol   |
| JMS 1998 | Jørgen Rostrup                                | Rikard Gunnarsson    | H. Peterson          |                      |
| JMS 1999 | Jani Lakanen                                  | Sergey Detkov        | Thierry Gueorgiou    | 4.8 km, 14 kontrol   |
| JMS 2000 | Michal Smola                                  | Zbyněk Hora          | Jaromír Švihovský    |                      |
| JMS 2001 | Marius Bjugan                                 | Jan Troeng           | Michal Smola         | 4.808 km, 13 kontrol |
| JMS 2002 | Erik Andersson                                | Tuomas Tervo         | Jörgen Wickholm      | 4.65 km, 14 kontrol  |
| JMS 2003 | Matthias Merz                                 | Tuomas Tervo         | Alexej Bortnik       | 3.6 km, 11 kontrol   |
| JMS 2004 | Audun Bjerkreim Nilsen                        | Matthias Merz        | Simonas Krepsta      | 4.61 km, 14 kontrol  |
| JMS 2005 | Fabian Hertner                                | Philippe Adamski     | Hannu Airila         | 3.5 km, 17 kontrol   |
| JMS 2006 | Jan Beneš Sören Bobach                        |                      | Olav Lundanes        | 4.4 km               |
| JMS 2007 | Olav Lundanes                                 | Petter Eriksson      | Martin Hubmann       | 4.5 km, 22 kontrol   |
| JMS 2008 | Johan Runesson                                | Ulf Forseth Indgaard | Sören Bobach         | 4.1 km, 16 kontrol   |
| JMS 2009 | Olli-Markus Taivainen                         | Philipp Sauter       | Ulf Forseth Indgaard | 4.1 km, 19 kontrol   |
| JMS 2010 | Gaute Hallan Steiwer                          | Jonas Leandersson    | Olle Boström         | 4.7 km, 23 kontrol   |
| JMS 2011 | Robert Merl Dmitry Nakonechnyy Topias Tiainen |                      |                      | 4.22 km, 17 kontrol  |
| JMS 2012 | Matt Ogden                                    | Jan Petržela         | Florian Schneider    | 4.8 km, 19 kontrol   |
| JMS 2013 | Emil Svensk                                   | Anton Johansson      | Jens Wängdahl        | 3.6 km, 17 kontrol   |